# Ассанович (герб)
Ассанович (пол. Assanowicz) – шляхетський герб, що вживався родиною татарського походження.

## Опис герба
Опис згідно з класичними правилами бладонування:
У червоному полі золотий лук із срібною стрілою в правий верхній кут. Клейнод: рука в срібних латах, що тримає срібну шаблю.

## Роди
Герб використовував рід Ассановичів. Дана родина користувалася також гербами Лук, Лук і три стріли, Аксак і Амадей.

## Дивись також
- герб Лук
- герб Лук і три стріли